# William Wallace (filósofo)

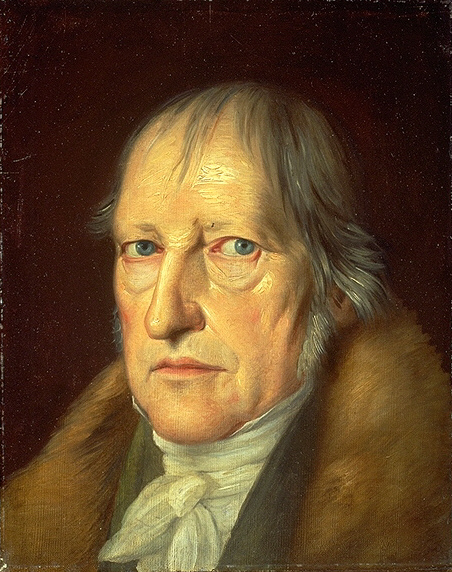
Hegel por Schlesinger 1831

William Wallace (11 de mayo de 1844 - 18 de febrero de 1897) fue un filósofo y académico escocés que se convirtió en miembro del Merton College y profesor de Filosofía Moral de la cátedra White en la Universidad de Oxford. Era más conocido por sus estudios de filósofos alemanes, sobre todo Hegel, algunos de cuyos trabajos tradujo en ediciones inglesas de gran prestigio. Aunque tenía una actitud un tanto distante, se le conocía como un maestro y escritor capaz y eficaz que logró mejorar en gran medida la comprensión de la filosofía alemana en el mundo de habla inglesa. Murió a la edad de 52 años después de un accidente de bicicleta cerca de Oxford.

## Vida

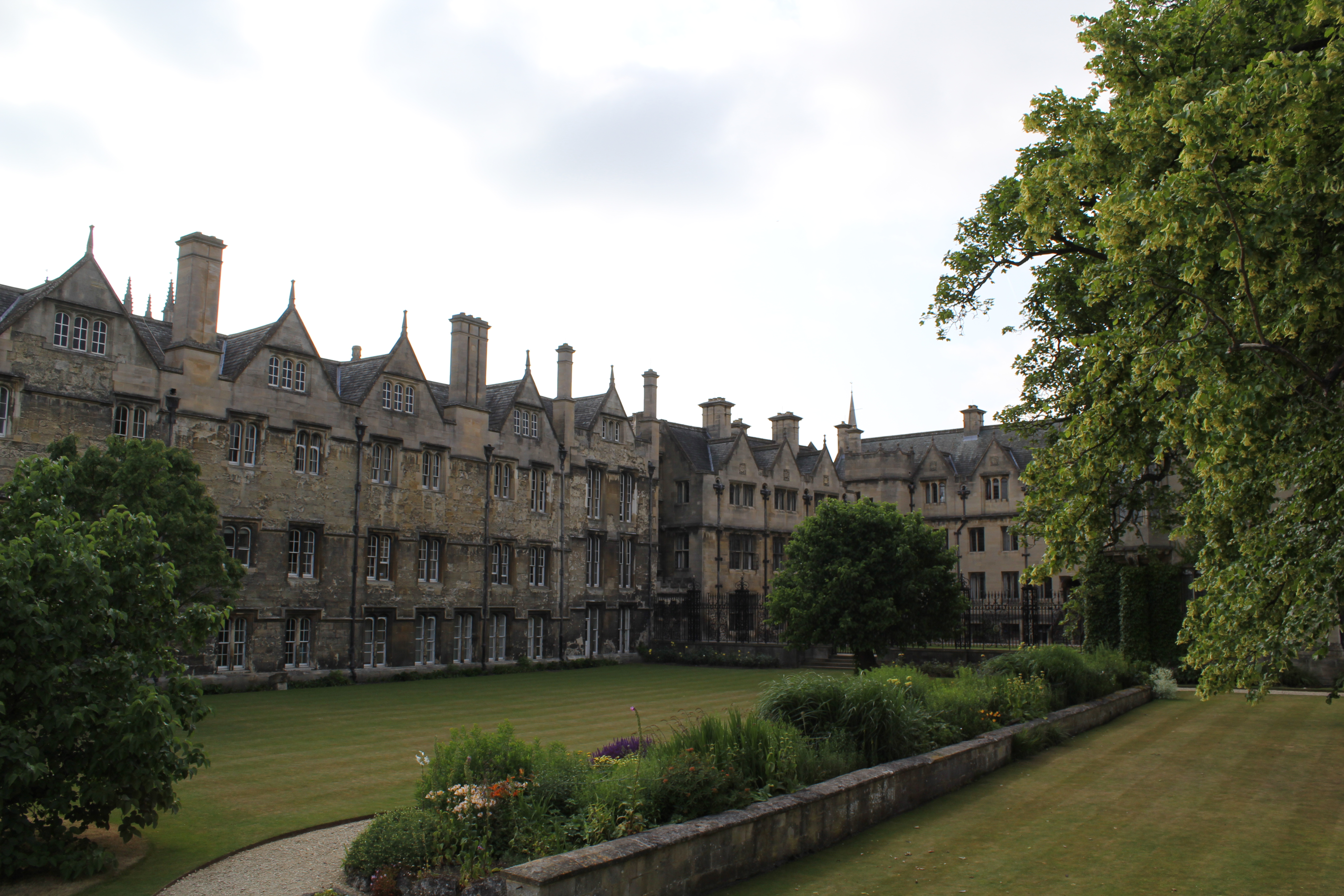
Merton College, Oxford

Wallace nació en Railway Place en Cupar, Fife, hijo del maestro de obras James Wallace y Jane Kelloch. Era el mayor de dos hermanos y se educó en la Academia Madras (ahora Bell Baxter High School) en Cupar antes de ir a la Universidad de St Andrews para estudiar artes. Desarrolló un gran interés en el mundo natural, lo que lo llevó a pasar mucho tiempo en paseos por el campo y practicando el ciclismo, la botánica y el montañismo.
A pesar de que sus padres lo habían alentado a emprender el estudio de la teología para seguir una carrera en el clero, Wallace se dio cuenta de que esto no sería lo más adecuado para él y optó por estudiar los clásicos. Fue galardonado con una beca en el Balliol College, de Oxford, donde estudió desde 1864. En 1867 se convirtió en miembro del Merton College. Obtuvo su Bachillerato en Artes al año siguiente, obteniendo una primera clase en Literatura y Humanidades. También recibió el Premio Gaisford en 1867 por su trabajo en prosa griega, se convirtió en tutor en Merton en el mismo año, y fue elegido como Académico Craven en 1869. Su Master of Arts lo consiguió en 1871 y fue nombrado bibliotecario de Merton.

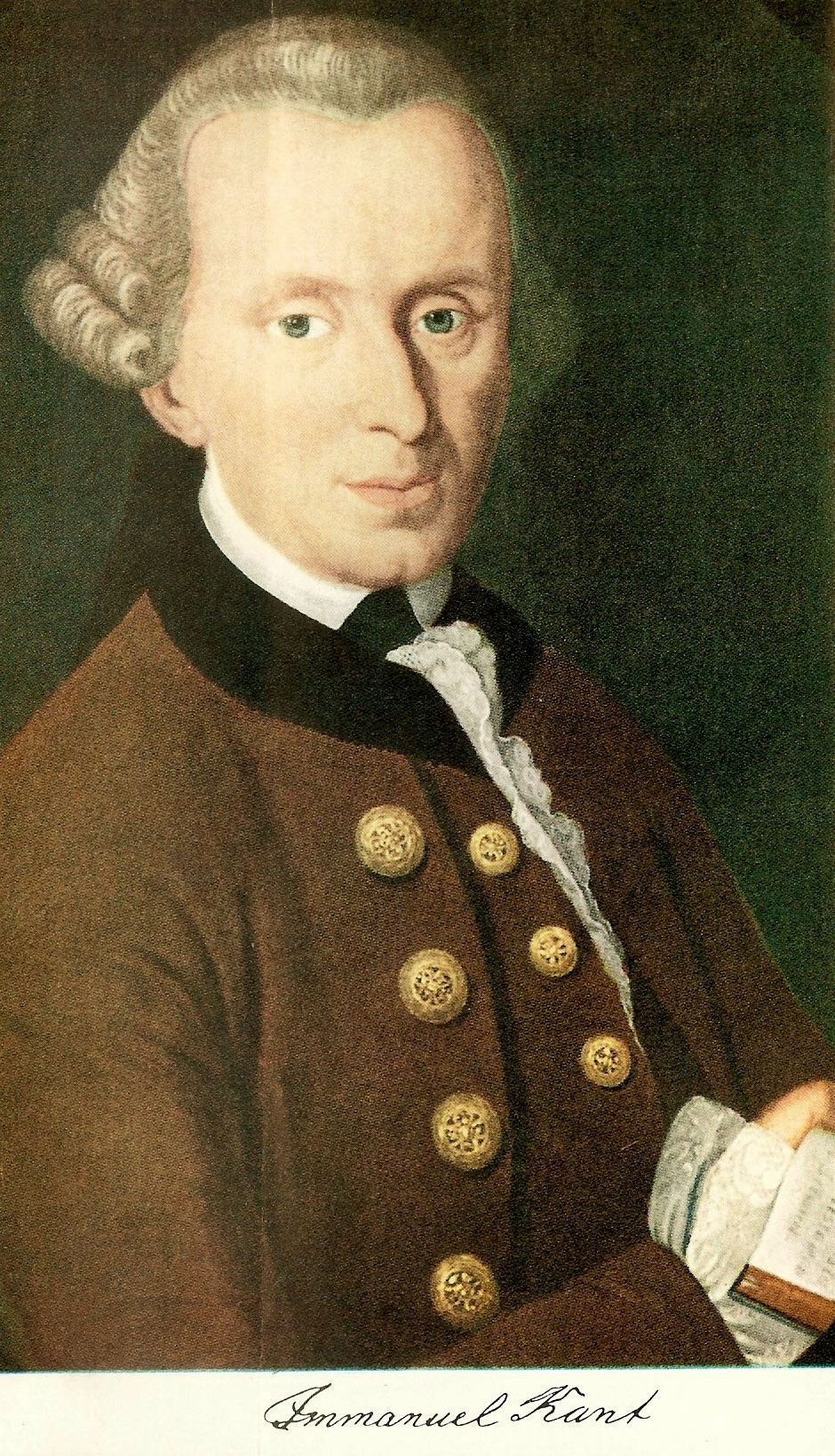
Kant

Wallace se casó con Janet Barclay, una amiga de la infancia de Cupar, el 4 de abril de 1872. La pareja tuvo tres hijos, una hija y dos hijos. Su hermano menor, Edwin Wallace, estudió en el Lincoln College de Oxford y más tarde se desempeñó como vicerrector del Worcester College entre 1881 y su muerte en 1884. En 1882, Wallace se convirtió en el sucesor de Thomas Hill Green como Profesor de Filosofía Moral de la cátedra White en Oxford, una posición que mantuvo junto con la tutoría de Merton hasta su muerte quince años después.
Su temperamento "brusco y sarcástico" le valió el apodo de "el Dorian", un apodo que adquirió en el Balliol, a pesar de esto se dijo que su actitud era para ocultar un temperamento "generoso y afectuoso" de naturaleza. Fue descrito como un hombre de "muy genuina nobleza y una firme rectitud de pensamiento y de expresión", cuyos "conocidos eran numerosos y amables, pero sus íntimos pocos y próximos."
El trabajo de Wallace se centró principalmente en el estudio y la difusión de las ideas de los filósofos idealistas alemanes Kant, Fichte, Herder y Hegel, de quienes se dijo que su conocimiento era excepcional. Fue considerado como un gran profesor y conferenciante, generalmente hablando sin notas en un estilo descrito como "humorístico, elegante y, sin embargo, serio" que "produjo una impresión única de perspicacia y sinceridad en sus alumnos". Buscó alentar a sus alumnos a que pensaran críticamente y se propusieran explicar la naturaleza a veces arcana y técnica de las construcciones filosóficas de una manera que fuera fácilmente comprensible y expresada con imaginación, por ejemplo, comentando en una de sus obras que "la Idea Absoluta [de Hegel] puede compararse con el anciano que emite el mismo credo que un niño, pero para quien este pensamiento tiene el significado de toda una vida ".

## Obras publicadas
Sus escritos incluían La lógica y los prolegómenos de Hegel (1873), una traducción de la Enciclopedia de ciencias filosóficas de Hegel. Todavía se consideraba como "la traducción más magistral e influyente de todas las traducciones de Hegel al inglés" cuando se volvió a publicar en 1975. La traducción se realizó en un estilo libre y creativo acompañado de extensas notas explicativas sobre el texto, dibujando paralelos entre la filosofía de Hegel y figuras clásicas como Platón y Aristóteles. Publicó Filosofía epicúrea en 1880, rastreando los orígenes del epicureismo y destacando los vínculos entre la vida de Epicuro y la filosofía que propugnó.
Kant (1882) de Wallace, que forma parte de la serie Clásicos Filosóficos de Blackwood, describió al filósofo alemán como entablado un diálogo con John Locke y David Hume, dos de los empiristas británicos más influyentes. Publicó La vida de Arthur Schopenhauer en 1890, en la que su relato biográfico fue acompañado por una crítica del rechazo del filósofo al empirismo y al materialismo. Atacó la "vanidad invencible" de Schopenhauer, pero elogió su comprensión del poder del arte y su creencia de que "la mejor vida se basa en la unidad subyacente de toda experiencia". Viajó extensamente para investigar ambos trabajos, recorriendo Alemania para aprender sobre el entorno cultural y geográfico en el que los filósofos alemanes habían vivido y trabajado.
Una segunda edición de La lógica de Hegel siguió en 1892 y una tercera edición se publicó en 1893 con una larga introducción analítica. El trabajo de Wallace sobre Hegel se centró en los temas que más resonaban en una audiencia británica, como la unidad y la comunidad, al tiempo que prestaba relativamente menos atención a ideas más extrañas como la dialéctica. En 1894 publicó una traducción de la última parte de la Enciclopedia de Hegel bajo el título de La filosofía de la mente, acompañada de cinco ensayos que comentaban cuestiones como el método de la psicología y su relación con la ética y la teología. Su trabajo final, publicado póstumamente por Edward Caird, fue sus Conferencias y ensayos sobre teología y ética naturales que había impartido en 1892 en la Universidad de Glasgow como parte de las Conferencias de Gifford sobre la historia de la teología natural.

## Muerte

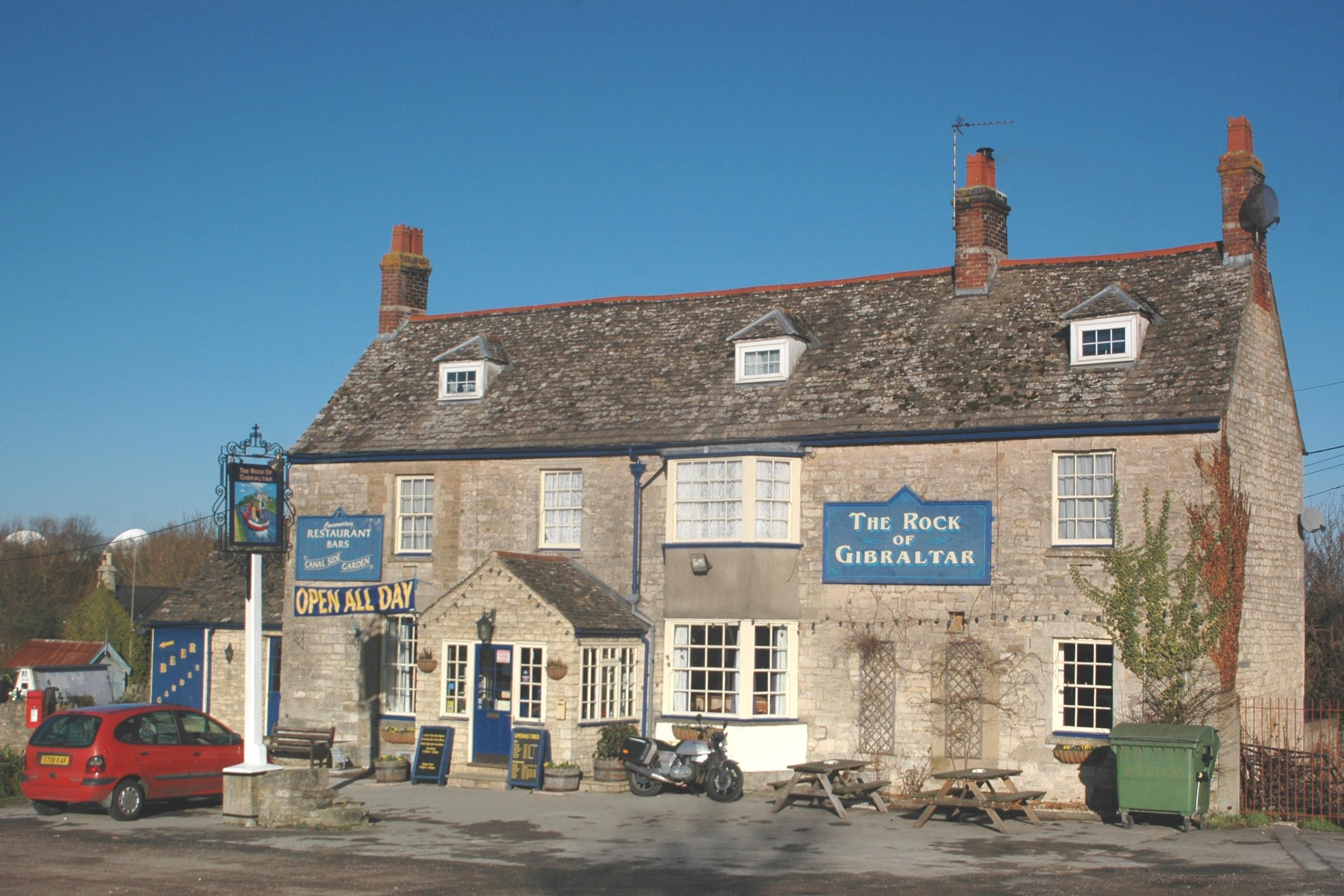
El Mesón del Peñón de Gibraltar cerca de Enslow Bridge

Wallace murió el 19 de febrero de 1897 como resultado de un accidente de bicicleta. Mientras descendía por una empinada colina en Enslow Bridge en Bletchington, cerca de Oxford, perdió el control de su bicicleta y se golpeó contra una pared de parapeto, fracturándose el cráneo. Fue encontrado inconsciente debajo de su bicicleta y fue trasladado en un carruaje al mesón The Rock of Gibraltar Inn, donde murió al día siguiente sin recuperar la conciencia. Está enterrado en el cementerio de Holywell, Oxford, con su esposa y uno de sus hijos.

## Obras
- La Lógica de Hegel (1873) (contiene una traducción de la obra de Hegel  Enciclopedia de las Ciencias Filosóficas en Esbozo), 2.ª edición 1892 con volumen introductorio Prolegomena
- Epicureísmo (1880)
- Kant (1882)
- Vida de Arthur Schopenhauer (1890)
- Filosofía de Mente de Hegel (1894) (traducción de la Enciclopedia con cinco ensayos introductorios)
- Conferencias y Ensayos sobre Teología Natural y Ética (1898)